# Армас Ліндгрен
Армас Ліндгрен (28 листопада, 1874, Гямеенлінна — 3 жовтня, 1929) — фінський архітектор, викладач, менше художник.

## Біографія
Народився в Гямеенлінні, Фінляндія.
Вищу освіту здобув у Гельсінському політехнічному інституті, котрий закінчив 1897 року.
Ще перебуваючи студентом, почав працювали в архітектурних майстернях, спочатку у архітектора Стенбека, потім у Густава Нюстрема. За рік до закінчення студентства розпочалась його співпраця з Германом Гезелліусом та Еліелем Сааріненом. Вони створили спільне архітектурне Бюро. Гезелліус хворів на легені і невдовзі покинув їх архітектурне бюро. За десять років співпраці з ними він перетворився у відомого архітектора Фінляндії.
Так, наприкінці 19 ст. разом з Германом Гезелліусом та Еліелем Сааріненом вони розробили проєкт виставкового павільйону Фінляндії для Всесвітньої виставки 1900 року в Парижі, що стало місцевою сенсацією.
1905 року їх архітектурне бюро розпалося і Армас Ліндгрен започаткував власну архітектурну студію. З 1910-х років розпочалась його співпраця з Віві Льон. До цього періоду належать такі важливі проєкти як Оперний театр для міста Таллінн та Нова студентська споруда для міста Гельсінки.

## Викладацька робота
У період 1902—1912 років працював викладачем і був керівником Фінської асоціації мистецтв та художньої школи при ній. 1919 року його запросили на посаду професора архітектури в Гельсінський університет, де він викладав до 1929 року. Серед відомих учнів — Алвар Аалто, котрий навчався у Ліндгрена з 1916 року.

## Цікавість до старовинної дерев'яної архітектури
Практично з молодих років розпочалось його захоплення старовинною дерев'яною архітектурою. Його праця як архітектора була пов'язана зі створенням креслеників. Додатково він постійно вивчав і замальовував зразки старовинної архітектури 17-18 століть.
В останні роки життя він звернувся до живопису.

## Проєкти відомих споруд
- Садиба Хайко, Порво, Фінляндія
- Таллінн, оперний театр

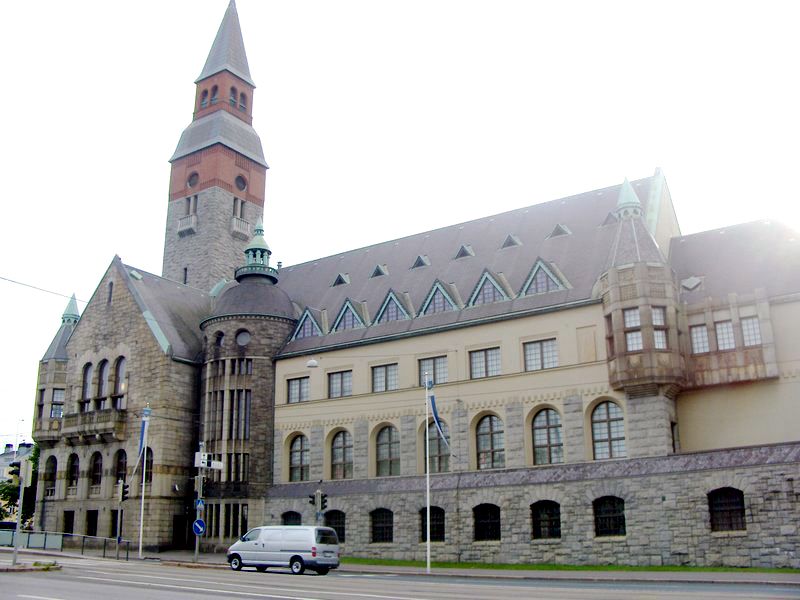
Архітектори Еліель Саарінен, Армас Ліндгрен та Герман Гезелліус.Національний музей Фінляндії. 1905—1910 рр. Гельсінки.

- Гельсінкі, новий студентський будинок
- Тарту. будинок студентської корпорації
- Виборг, колишній будинок Пейтінена
- Фінляндія, каплиці й церкви
- Фінляндія, Луттері, фабрика, головний фасад
- Національний музей Фінляндії разом з Сааріненом та Г. Гезелліусом

## Обрані фото (галерея)

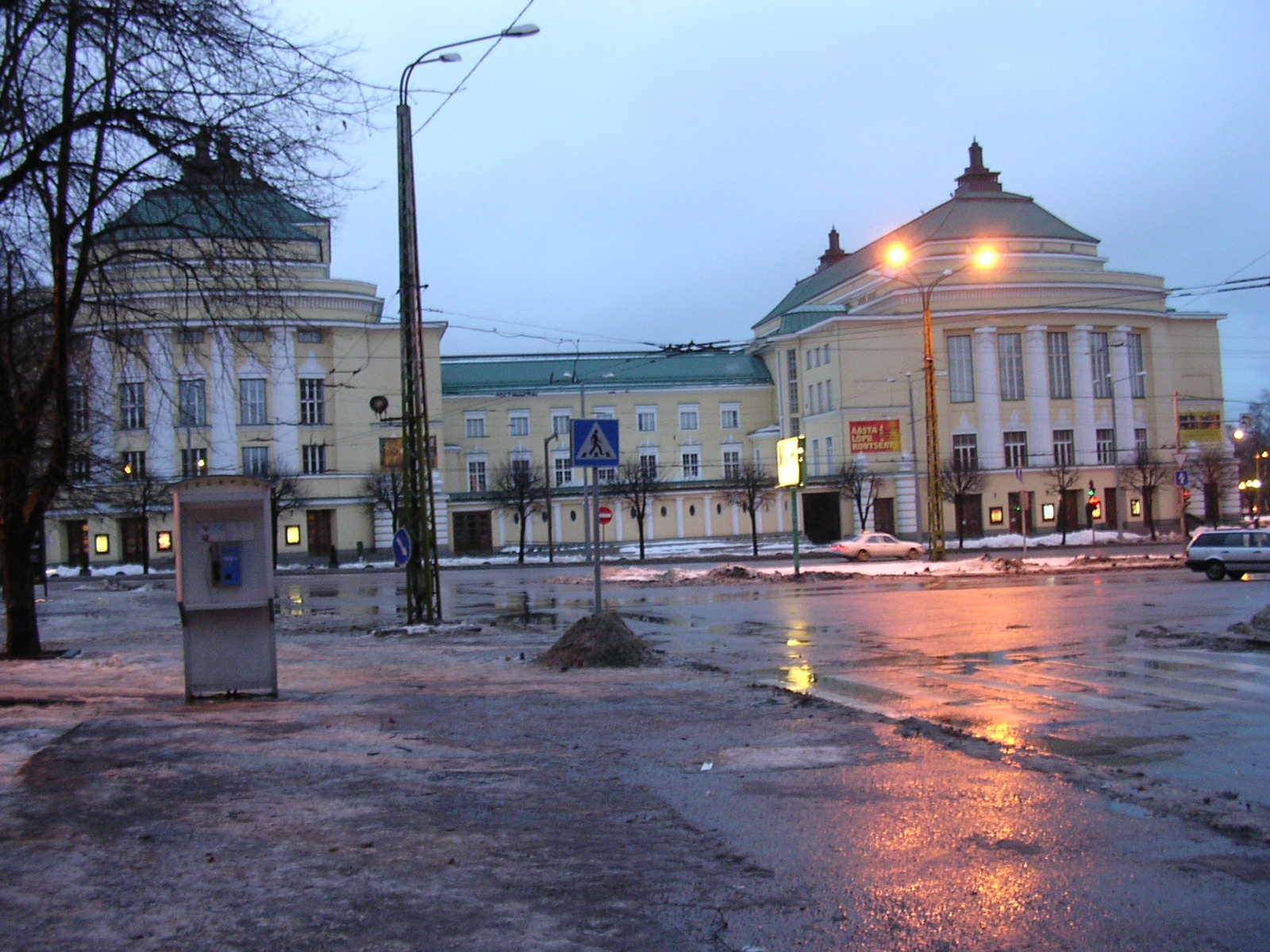
Армас Ліндгрен. Таллінн, оперний театр

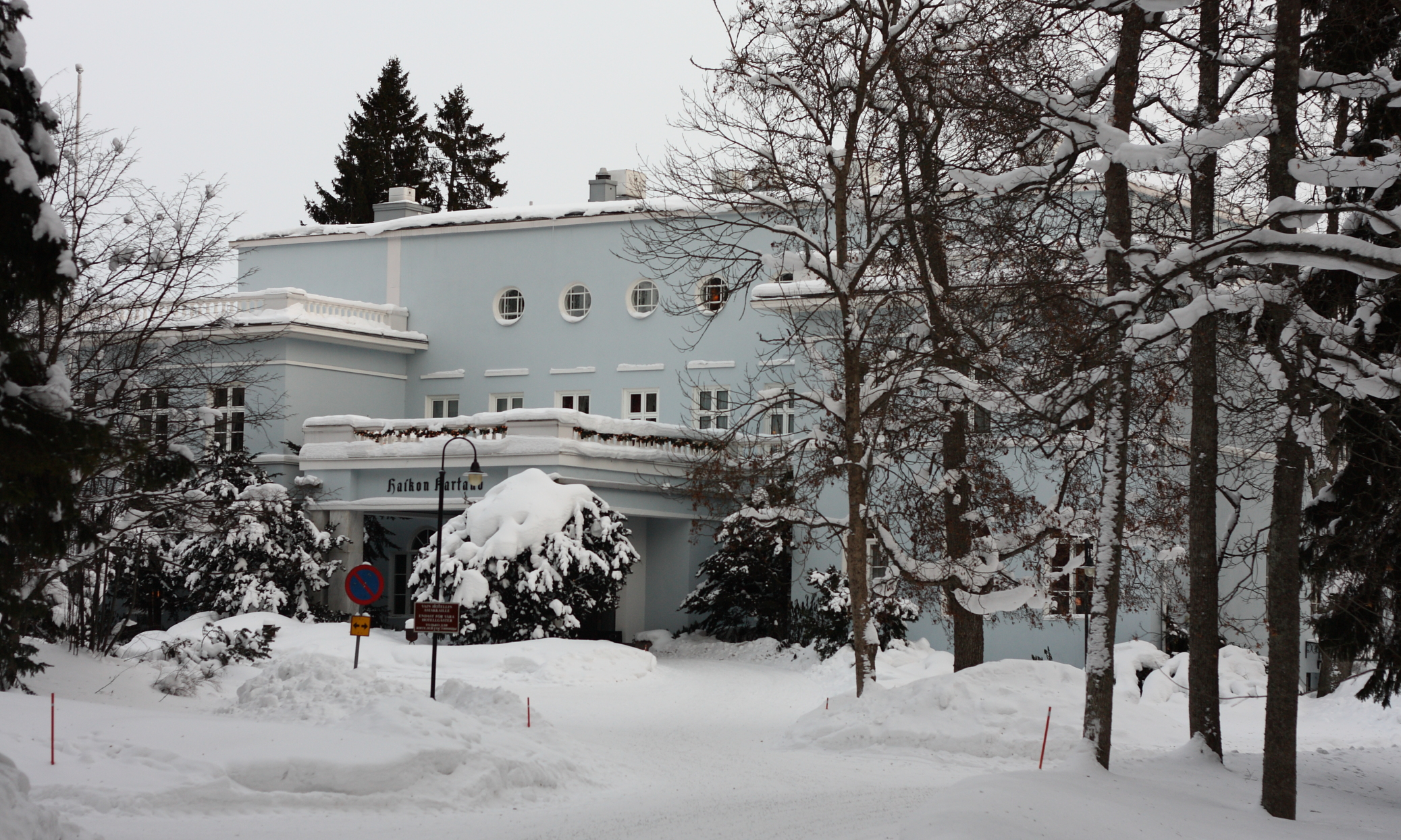
Армас Ліндгрен. Фінляндія, Порво, колишня садиба Хайко, нині готель
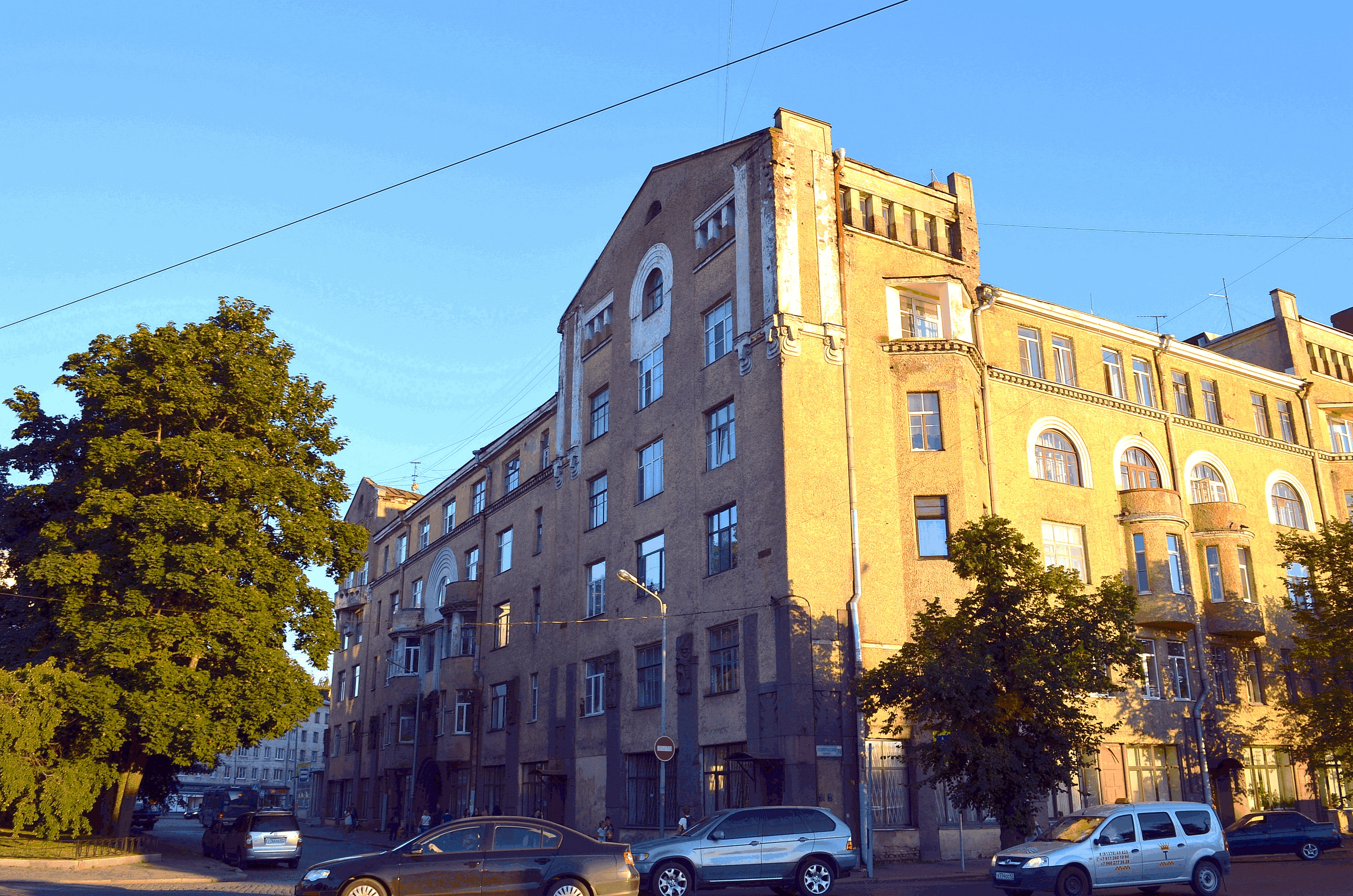
Армас Ліндгрен. Виборг, колишній будинок Пейтінена.
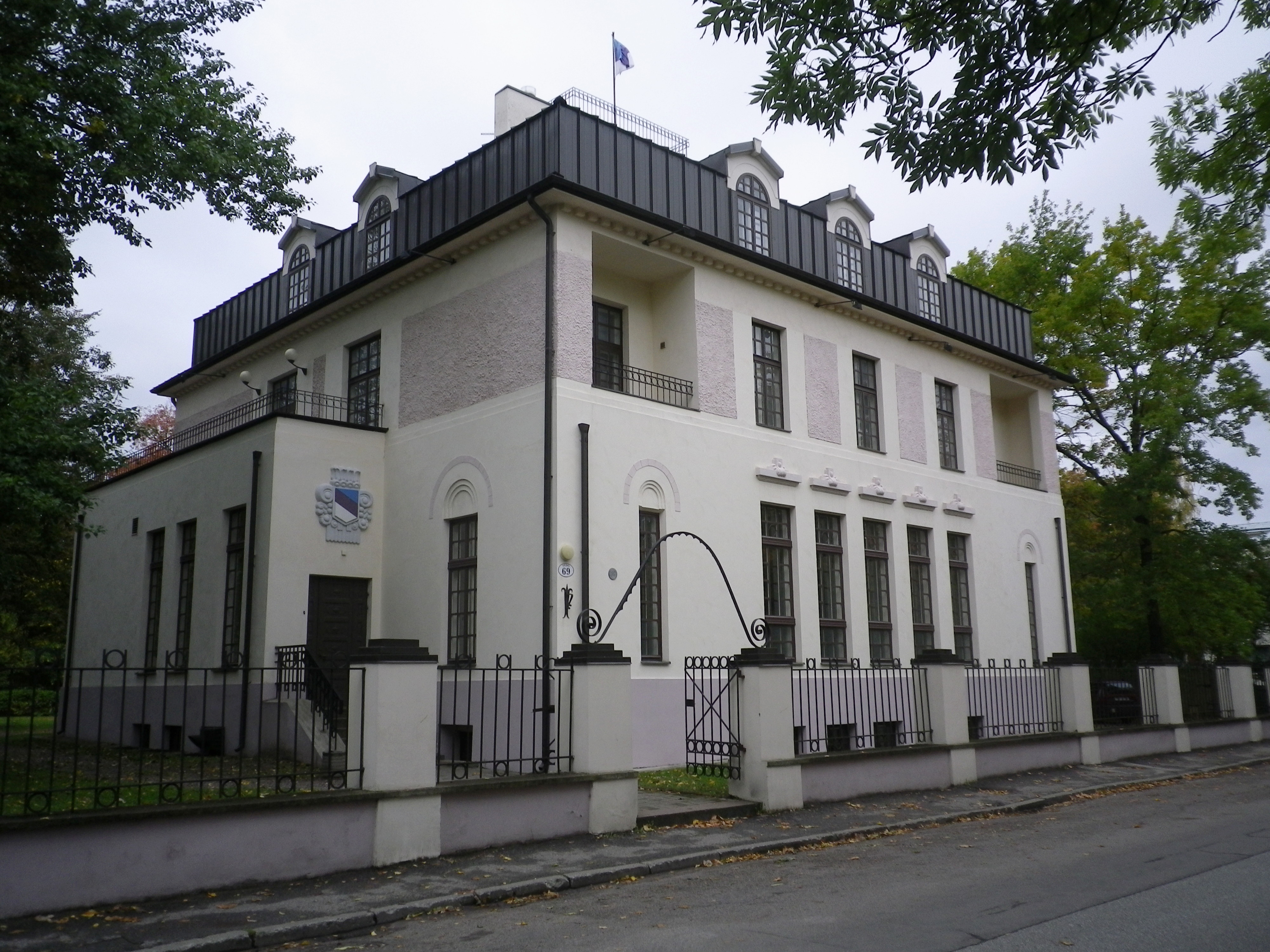
Армас Ліндгрен. Будинок студентської корпорації, Тарту, Естонія
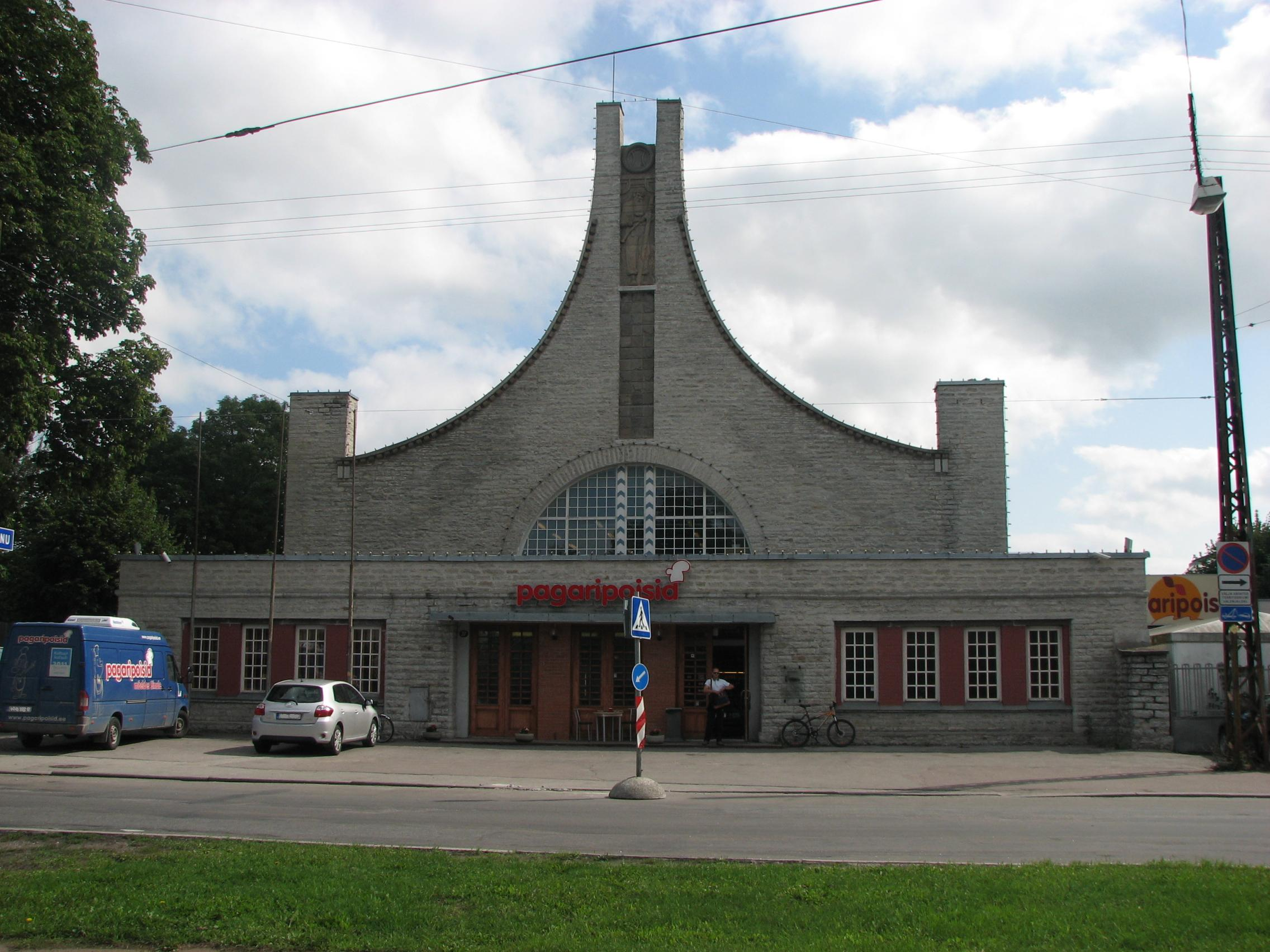
Армас Ліндгрен. Луттері, фабрика, головний фасад
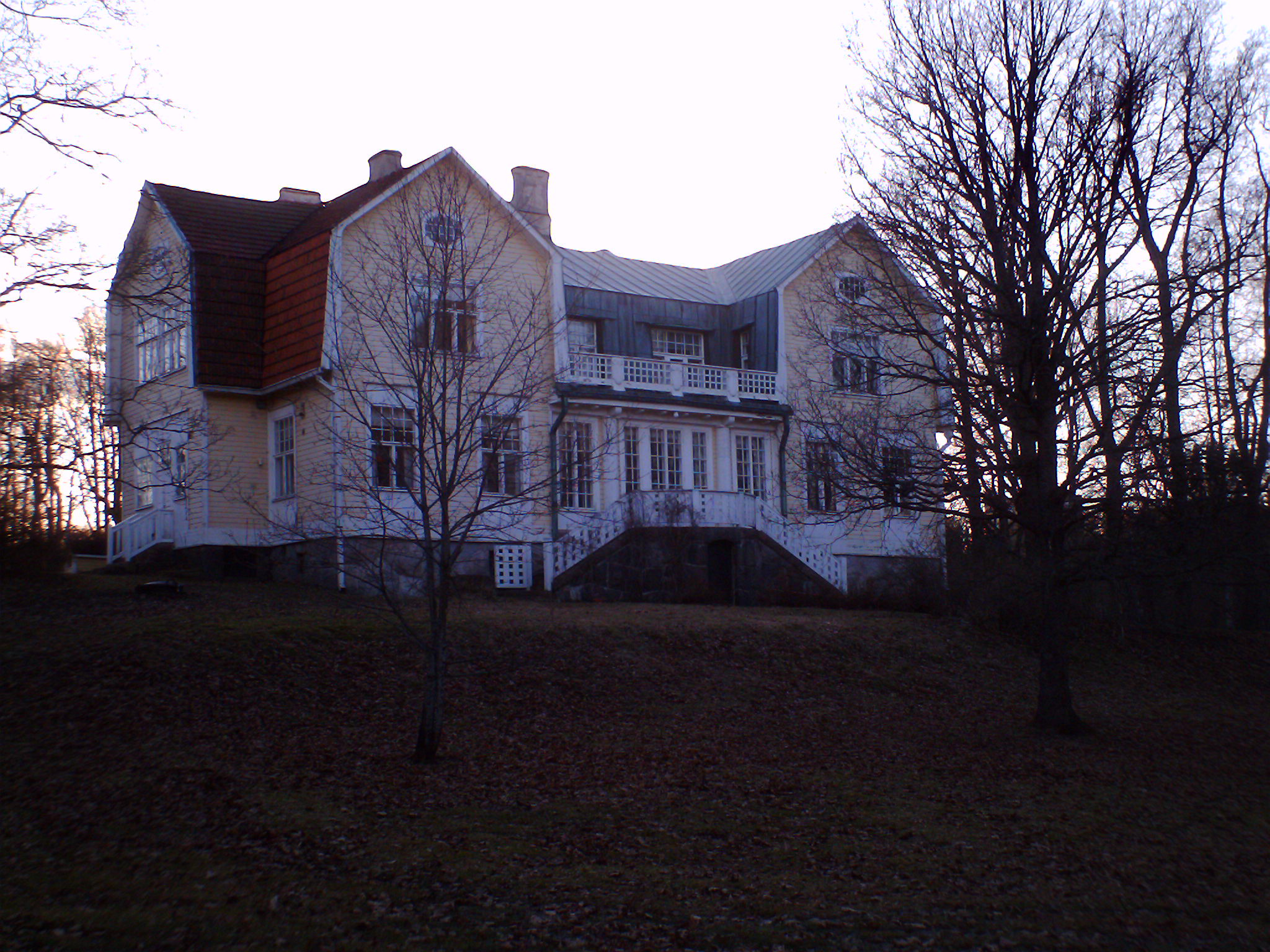
Армас Ліндгрен. Фінляндія, Вантаа, садиба Хакуніла.